# Justin (專輯)
《Justin》是香港歌手側田的首張個人大碟，於2005年11月29日推出。

## 曲目
| 曲序     | 曲目                          |                         | 作曲                    | 编曲         | 製作人        | 时长  |
| -------- | ----------------------------- | ----------------------- | ----------------------- | ------------ | ------------- | ----- |
| 1.       | 好人                          | 林夕                    | Robert Lay              | Ted Lo       | 雷頌德        | 3:18  |
| 2.       | 我不是好人                    | 黃偉文                  | 側田                    | Ted Lo       | 雷頌德        | 4:09  |
| 3.       | Superstar                     |                         | 側田                    | 側田         | 側田          | 3:40  |
| 4.       | Loving You（英語）            | Richard Rudolph         | Minnie Riperton         | Ted Lo       | 雷頌德        | 3:53  |
| 5.       | Erica                         | 林夕                    | 側田                    | 側田 雷頌德  | 雷頌德        | 4:00  |
| 6.       | 命硬                          | 黃偉文                  | 側田                    | Ted Lo       | 雷頌德        | 3:38  |
| 7.       | 我有今日                      | 林夕                    | 側田                    | 側田         | 側田          | 5:18  |
| 8.       | 冰淇淋之味                    | 黃偉文                  | 側田                    | 側田         | 側田          | 3:23  |
| 9.       | Best Thing In My Life（英語） | Stanley Pong Ambrose Lo | Stanley Pong Ambrose Lo | Stanley Pong | 側田          | 3:05  |
| 10.      | White Christmas（英語）       | Irving Berlin           | Irving Berlin           | Ted Lo       | 雷頌德 Ted Lo | 3:19  |
| 11.      | 好人（Original）              | 林夕                    | Robert Lay              | Ted Lo       | 雷頌德        | 3:47  |
| 总时长： | 总时长：                      | 总时长：                | 总时长：                | 总时长：     | 总时长：      | 41:34 |

## 製作背景
這張大碟取名《Justin》，是因為它總結了側田的喜樂、憎恨和情感。
- 好人
  - 講述側田因未能談戀愛而自卑。
- 我不是好人
  - 開始談戀愛時，側田仍然覺得自己不夠好，配不上他的女朋友。事實上，側田在接受訪問時亦說過，他以前的女朋友會拿前度男朋友和他比較，令他心情很不快。
- Superstar
  - 側田曾對他三年前的女朋友說會照顧她一生一世，而她就是他的superstar。側田更形容如果要為這首歌拍MV，會是他跟一個女孩子在沙灘跑或漫步。
- Loving You
  - 這首歌啟發了側田年少時的夢想：他希望將來妻子可以在睡前在枕邊唱歌給他聽。
- 命硬
  - 側田談戀愛卻被父母反對，唯有和父母比長壽。
- 我有今日
  - 這首歌是側田中學時的回憶。他暗戀了一位女生，但一直不敢去主動認識她，只懂迷戀她，所以慢了向她表白，最後眼睜睜看著自己最愛的女生跟別的男生戀上了，他很憎恨自己不夠膽和這麼遲才去認識她。若干年後，側田想對她說當年迷戀她的情境，和用音樂向她說一聲“我愛妳”，於是創作了這首歌送給她。
- 冰淇淋之味
  - 這是一首關於反歧視的歌曲。側田剛移民到美國時，班上一共只有兩位華裔學生，加上他身材較矮小，於是常常被其他同學欺負。他以冰淇淋的顏色和味道比喻不同族裔和宗教，希望所有人都不會歧視或看不起其他人。
- White Christmas
  - 側田被同學欺負時，全校最漂亮、最受歡迎的外籍女同學反而和他最要好。有一年臨近聖誕節，這位女同學送給他一張聖誕卡，上面寫著“Welcome to America”。側田在唱這首歌時，心中就是想著這位女同學，並且非常感動。側田說如果找到她的話，會把這首歌送給她。

唱片出版當日，側田形容為“一生人最重要的日子”。

## 銷售紀錄
| 日期           | 發售日數 | 銷量               |
| -------------- | -------- | ------------------ |
| 2005年11月29日 | 0        | 15,000             |
| 2005年12月9日  | 10       | 20,000             |
| 2005年12月20日 | 21       | 25,000（金唱片）   |
| 2006年2月10日  | 74       | 35,000（金唱片）   |
| 2006年3月21日  | 113      | 50,000（白金唱片） |

## 相關獎項及提名

### 歌曲《好人》
- 香港：第二十八屆十大中文金曲頒獎音樂會－十大中文金曲獎
- 香港：One2Free香港十大手電娛樂頒獎禮－香港頻道十大手電鈴聲
- 香港：明報我最喜愛娛樂大賞－最喜愛歌曲選舉 十大歌曲
- 加拿大：加拿大中文電台加拿大至HIT中文歌曲排行榜2005－全國推崇十大歌曲

## 外部連結
- YesAsia介紹 （页面存档备份，存于）
- 雅虎香港音樂介紹